# Minima moralia
Minima Moralia - reflexões a partir da vida danificada (título original, em alemão,  Minima Moralia - Reflexionen aus dem beschädigten Leben) é uma obra filosófica de Theodor W. Adorno, iniciada em 1944, durante o exílio do autor nos Estados Unidos, e concluída em 1949. Constitui-se 153 aforismos e ensaios curtos sobre a condição humana (Conditio humana) em um contexto capitalista e fascista. Adorno ilustra e reúne pensamentos sobre as tendências observadas nas famílias e sociedades do século XX, partindo de experiências e comportamentos cotidianos, cujas mudanças ele identifica em uma relação e conexão com os eventos mais desastrosos do século. Ele reconhece que identifica as raízes em sua própria "vida danificada", assim como a de muitos intelectuais forçados ao exílio pelo nazismo e que foram "mutilados, sem exceção". Originalmente, Minima moralia foi escrito para o 50º aniversário de seu amigo e colaborador Max Horkheimer,  com quem Adorno escreveu Dialética do Esclarecimento.
Minima Moralia, juntamente com  Dialética do Esclarecimento e  Dialética Negativa, é uma das principais obras filosóficas de Adorno e se diferencia das demais por reunir textos curtos e numerados que não têm nenhuma conexão teórica reconhecível entre si.
Cinquenta anos após sua publicação em 1951, a obra foi descrita como o último "livro de filosofia do povo" alemão e o "livro da casa da intelligentsia crítica", em vista de sua popularidade e do sucesso surpreendentemente grande já no seu lançamento (com mais de 100.000 cópias vendidas no total).

## Origem
As Minima Moralia foram escritas a partir do choque do terror na Alemanha nazista e baseiam-se em anotações que o autor fez durante seus anos de exílio na Inglaterra, a partir de 1934, e nos EUA, a partir de 1938. A maioria das peças foi escrita entre 1944 e 1947, no exílio na Califórnia, depois de concluir seu trabalho conjunto com Max Horkheimer em Dialética do Esclarecimento. Como Horkheimer se deslocava entre Los Angeles e Nova York para realizar atividades de organização do conhecimento para o Comitê Judaico Americano e o Instituto para  Pesquisa Social no exílio, em Nova York, o trabalho conjunto não pôde prosseguir conforme pretendido, e Adorno continuou a trabalhar sozinho. As Minima Moralia são, portanto, também entendidas como "uma continuação aforística da Dialética do Esclarecimento." Tematicamente, a obra dá continuidade ao último capítulo com a crítica da indústria cultural, mas vai muito além disso. Originalmente foi planejada para ser publicada em 1945, por ocasião do quinquagésimo aniversário de Max Horkheimer, mas isso não se concretizou. Adorno trouxe o trabalho de volta à Alemanha de seu exílio americano, e o livro foi publicado (com acréscimos e a dedicatória: "Para Max como agradecimento e elogio") em 1951, pela recém-fundada Suhrkamp Verlag, com uma tiragem de 3.000 exemplares.

## Título
O título latino Minima Moralia ("Ética Menor") refere-se ao título latino de uma obra tradicionalmente atribuída a Aristóteles, a Magna moralia ("Grande Ética"). A inversão irônica do título refere-se menos ao tamanho do livro do que ao seu conteúdo, pois o livro não contém uma doutrina da boa vida no sentido da tradição filosófica, mas sim pensamentos sobre a impossibilidade de levar uma vida adequada sob as circunstâncias dadas pelo capitalismo pós-liberal e pelo fascismo. Somente como uma negação do modo de vida alienado e contemporâneo de Adorno, os aforismos podem ao menos manter viva a ideia de formas de vida boa e adequada.
No prefácio, Adorno fala da "doutrina da vida correta" como a da "ciência triste", em contraste com a caracterização que dela faz Nietzsche como a da  "gaia ciência"), usando assim outro antônimo.

## Forma
As formas escolhidas por Adorno - o ensaio curto, a miniatura, o aforismo longo e a imagem mental - têm seus precursores no fragmento literário romântico (como os Fragmentos do Ateneu, de Friedrich Schlegel), mas também na coleção de aforismos Humano, Demasiado Humano, de Nietzsche, e em Rua de mão única (1928), de Walter Benjamin. Esse gênero literário também inclui Spuren (1930) de Ernst Bloch e a coleção Dämmerung. Notizen in Deutschland, publicada por Max Horkheimer sob o pseudônimo de Heinrich Regius, em Zurique, 1934.
Como Nietzsche, Adorno numerou suas peças curtas em prosa consecutivamente (de 1 a 153) e deu a elas títulos curtos, que só se distinguem do restante do bloco de texto por itálicos e traços. O livro é dividido em três partes, rotuladas com os anos 1944, 1945 e 1946/47, sendo cada uma precedida por um motto.

## Conteúdo
De acordo com o próprio Adorno, os textos partem "da esfera privada mais próxima, a do intelectual em emigração" e investigam "as figuras alienadas da vida." O livro começa com uma crítica à limitação da filosofia contemporânea aos métodos - uma alusão ao empirismo lógico do Círculo de Viena. Sua intenção real, afinal  esquecida, era, no entanto,  a "doutrina da vida correta". As Minima Moralia pretendem retornar a essa área da filosofia.